# Euploea subvisaya
Euploea subvisaya är en fjärilsart som beskrevs av Schröder 1977. Euploea subvisaya ingår i släktet Euploea och familjen praktfjärilar. Inga underarter finns listade i Catalogue of Life.